# امانوئل گونتر
امانوئل گونتر (انگلیسی: Emanuel Günther؛ زادهٔ ۱۳ نوامبر ۱۹۵۴) بازیکن فوتبال اهل آلمان است.
از باشگاه‌هایی که در آن بازی کرده‌است می‌توان به باشگاه فوتبال کارلسروهه و باشگاه فوتبال فورتونا دوسلدورف اشاره کرد.